# Kourouma Fatoukouma
Kourouma Fatoukouma (Niamey, 11 luglio 1987) è un ex calciatore nigerino, di ruolo difensore.

## Caratteristiche tecniche
Era un terzino o un centrocampista sinistro.

## Carriera

### Club
Dopo aver giocato per 6 anni nella quarta divisione francese e per 6 anni nella prima divisione del Marocco, dal 2016 gioca nella terza divisione finlandese.

### Nazionale
Viene convocato in nazionale (con la quale aveva esordito nel 2012) per la Coppa d'Africa 2013.